# Drepanocentron druhyu
Drepanocentron druhyu är en nattsländeart som beskrevs av Schmid 1982. Drepanocentron druhyu ingår i släktet Drepanocentron och familjen Xiphocentronidae. Inga underarter finns listade i Catalogue of Life.